# Roques de Vimpela
Les Roques de Vimpela és una muntanya de 242 metres que es troba entre els municipis de la Portella i Alguaire, a la comarca catalana del Segrià.